# Rodrigo de la Serna
Lionel Rodrigo de la Serna Chevalier (født 18. april 1976 i Buenos Aires) er en argentinsk skuespiller. Han spiller Ernesto Guevara de la Sernas (Che Guevaras) rejsekammerat Alberto Granado, i filmen Diarios de motocicleta (dansk: Motorcykel dagbog) fra 2004.
I virkeligheden er de la Serna i familie med Ernesto "Che" Guevara de la Serna, da denne var hans grandfætter.[kilde mangler]